# توبورگ
توبورگ (به انگلیسی: Tuborg) شرکت نوشیدنی دانمارکی و از معروفترین برندهای آبجو در جهان است. شرکت توبورگ در سال ۱۸۷۳ در شهر فردریسیا بنیان گذاشته شد و در سال ۱۹۷۰ جزئی از شرکت کارلزبرگ شد.